# Kwieciak malinowiec
Kwieciak malinowiec (Anthonomus rubi) – chrząszcz z rodziny ryjkowcowatych żerujący na liściach i pąkach kwiatowych roślin z rodziny Rosaceae. Jest głównym szkodnikiem upraw truskawki i malin w Europie i Azji.

## Charakterystyka

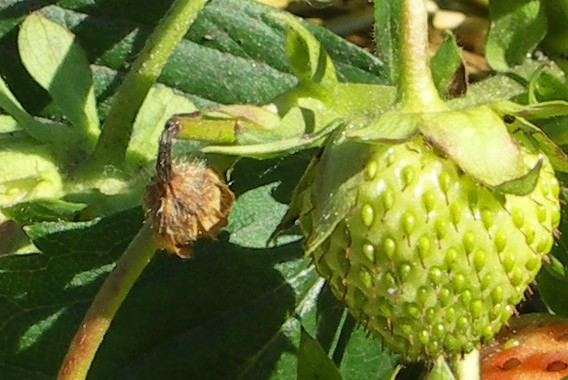
Obumarły pąk kwiatowy truskawki podryziony przez samicę kwieciaka malinowca

Osobniki dorosłe mają 2 do 4 mm długości i pokryte są czarnymi łuskami (u osobników dojrzewających jasnoszarymi). Rostrum długie i lekko zakrzywione. Jaja białe, gładkie, błyszczące, owalne. Larwy o długości 3 do 3,5 mm białe, zakrzywione z brązowa głową. W sezonie wegetacyjnym rozwija się tylko jedno pokolenia kwieciaka. Późną wiosną po kilku dniach aktywności osobniki dorosłe zapadają w  diapauzę. Stan spoczynku utrzymuje się przez lato oraz zimę, aż do kolejnej wiosny.
Larwa a następnie poczwarka rozwijają się wewnątrz pąku kwiatowego.
W zależności od temperatury rozwój od jaja do osobnika dorosłego zajmuje około 5 tygodni.

## Znaczenie gospodarcze
Samice umieszczają jajo wewnątrz pąku kwiatowego, po czym podgryzają szypułkę pąku, co prowadzi do jego więdnięcia a następnie obumierania. Zdarza się też, że samica pogryza pąki, w których nie złożyła jaja. Uszkodzenie niewielkiej ilości pąków nie powoduje zmniejszenia ilości plonów, jednak uszkodzenie 10-15% pąków w większości przypadków zmniejsza plon handlowy. W niektórych przypadkach chrząszcze mogą doprowadzić do spadku plonu o 80%.
Na plantacjach w Ameryce Północnej szkodnikiem jest A. signatus, zaś w Japonii i na Dalekim Wschodzie A. bisignifer.